# Souris sauteuse
Taxons concernés
- Dans la famille des Dipodidae :
  - genre Napaeozapus
  - genre Zapus
- Dans la famille des Muridae :
  - genre Notomysmodifier

Souris sauteuse ou rat sauteur est un nom vernaculaire ambigu en français, pouvant désigner plusieurs espèces différentes de rongeurs, principalement dans le genre Notomys. 
Elles sont souvent appelées aussi souris kangourous pour les distinguer des souris qui ne bondissent pas pour se déplacer. Plusieurs de ces espèces sont éteintes.
Les espèces du genre Notomys sont originaires d'Australie, elles ont toutes disparu. Les autres espèces sont des rongeurs d'Amérique du Nord.

## Espèces appelées «Souris sauteuse»
- Souris sauteuse d'Australie - Notomys sp[2].
  - † Souris sauteuse d'Australie des Darling Downs - Notomys mordax[2]
  - † Souris sauteuse d'Australie du grand désert - Notomys amplus[2]
  - † Souris sauteuse d'Australie à grandes oreilles - Notomys macrotis[2]
  - † Souris sauteuse d'Australie à longue queue  - Notomys longicaudatus[2]
- Souris sauteuse des bois - Napaeozapus insignis[3],[2],[4]
- Souris sauteuse des champs - Zapus hudsonius[3],[1]
- Souris sauteuse de l'Ouest - Zapus princeps[1]
- Souris sauteuse du Pacifique - Zapus trinotatus[1]